# Paralaxita
Paralaxita är ett släkte av fjärilar. Paralaxita ingår i familjen Riodinidae.
Kladogram enligt Catalogue of Life:
| Paralaxita | \| \| Paralaxita batuensis \| \| \| \| \| \| Paralaxita boulleti \| \| \| \| \| \| Paralaxita cyme \| \| \| \| \| \| Paralaxita damajanti \| \| \| \| \| \| Paralaxita hewitsoni \| \| \| \| \| \| Paralaxita ines \| \| \| \| \| \| Paralaxita laocoön \| \| \| \| \| \| Paralaxita lasica \| \| \| \| \| \| Paralaxita lychnitis \| \| \| \| \| \| Paralaxita lyclene \| \| \| \| \| \| Paralaxita lyncestis \| \| \| \| \| \| Paralaxita nicevillei \| \| \| \| \| \| Paralaxita orphna \| \| \| \| \| \| Paralaxita panyasis \| \| \| \| \| \| Paralaxita pistyrus \| \| \| \| \| \| Paralaxita tanita \| \| \| \| \| \| Paralaxita telesia \| \| \| \| |
|            | \| \| Paralaxita batuensis \| \| \| \| \| \| Paralaxita boulleti \| \| \| \| \| \| Paralaxita cyme \| \| \| \| \| \| Paralaxita damajanti \| \| \| \| \| \| Paralaxita hewitsoni \| \| \| \| \| \| Paralaxita ines \| \| \| \| \| \| Paralaxita laocoön \| \| \| \| \| \| Paralaxita lasica \| \| \| \| \| \| Paralaxita lychnitis \| \| \| \| \| \| Paralaxita lyclene \| \| \| \| \| \| Paralaxita lyncestis \| \| \| \| \| \| Paralaxita nicevillei \| \| \| \| \| \| Paralaxita orphna \| \| \| \| \| \| Paralaxita panyasis \| \| \| \| \| \| Paralaxita pistyrus \| \| \| \| \| \| Paralaxita tanita \| \| \| \| \| \| Paralaxita telesia \| \| \| \| |
|            | Paralaxita batuensis |
|            | |
|            | Paralaxita boulleti |
|            | |
|            | Paralaxita cyme |
|            | |
|            | Paralaxita damajanti |
|            | |
|            | Paralaxita hewitsoni |
|            | |
|            | Paralaxita ines |
|            | |
|            | Paralaxita laocoön |
|            | |
|            | Paralaxita lasica |
|            | |
|            | Paralaxita lychnitis |
|            | |
|            | Paralaxita lyclene |
|            | |
|            | Paralaxita lyncestis |
|            | |
|            | Paralaxita nicevillei |
|            | |
|            | Paralaxita orphna |
|            | |
|            | Paralaxita panyasis |
|            | |
|            | Paralaxita pistyrus |
|            | |
|            | Paralaxita tanita |
|            | |
|            | Paralaxita telesia |
|            | |

## Bildgalleri

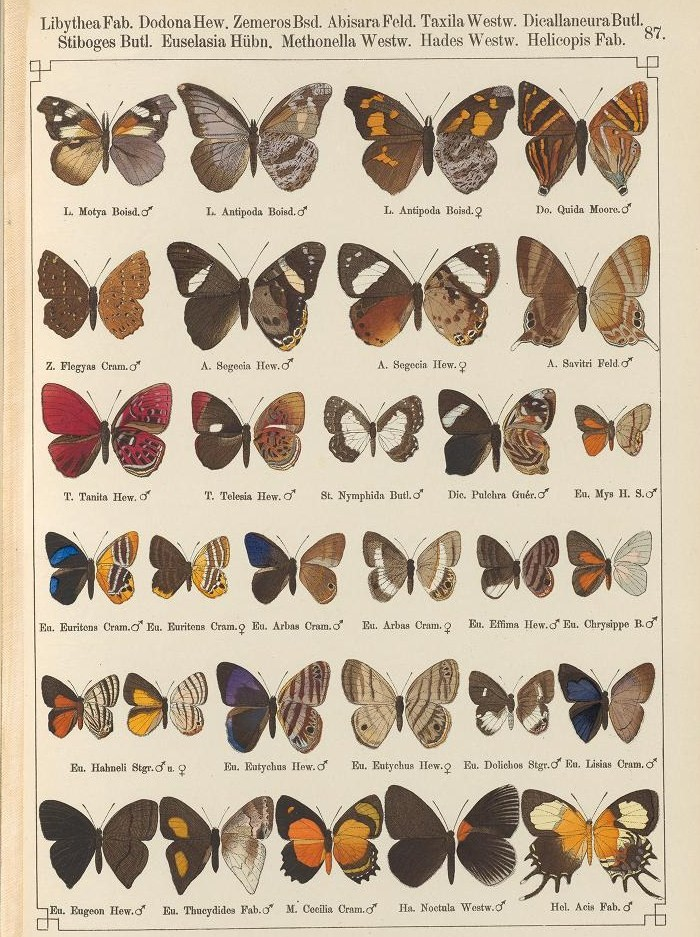
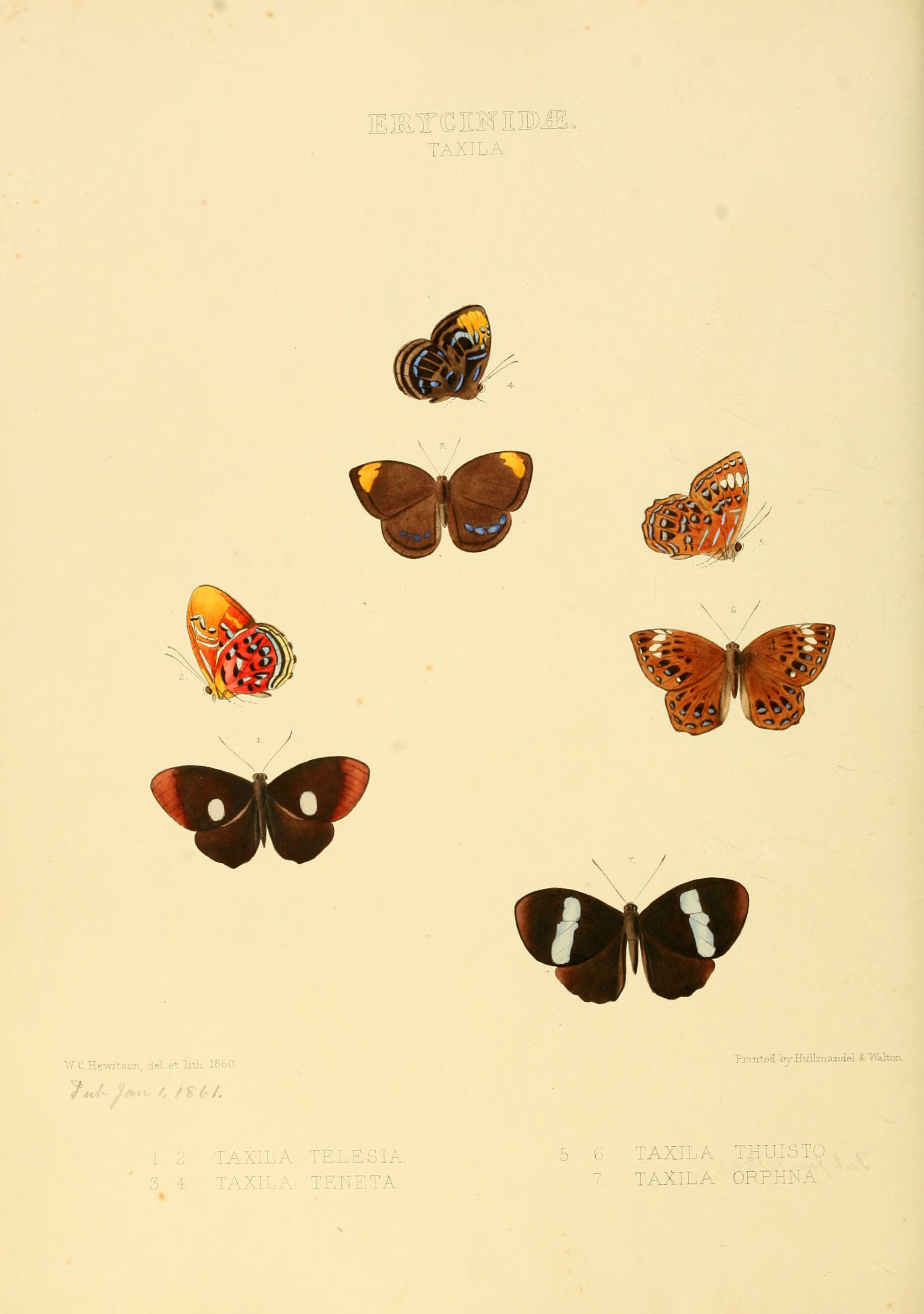
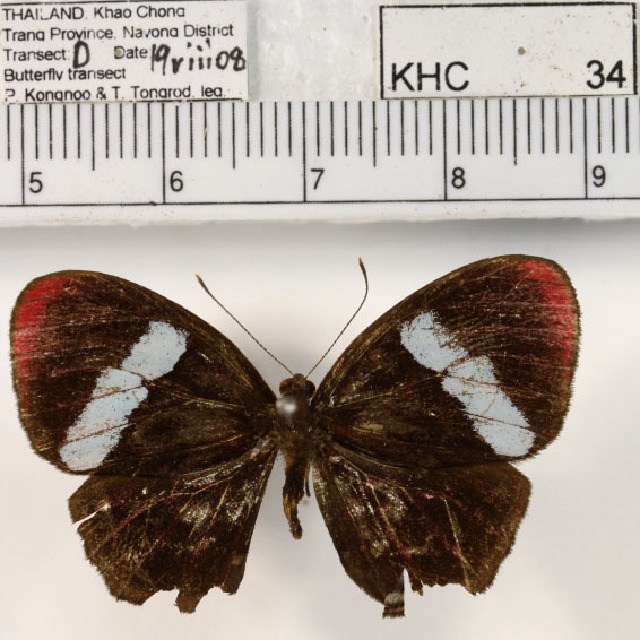
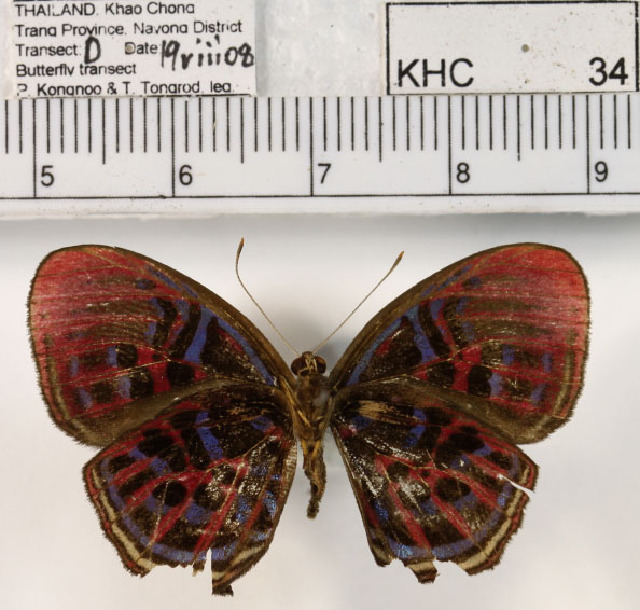
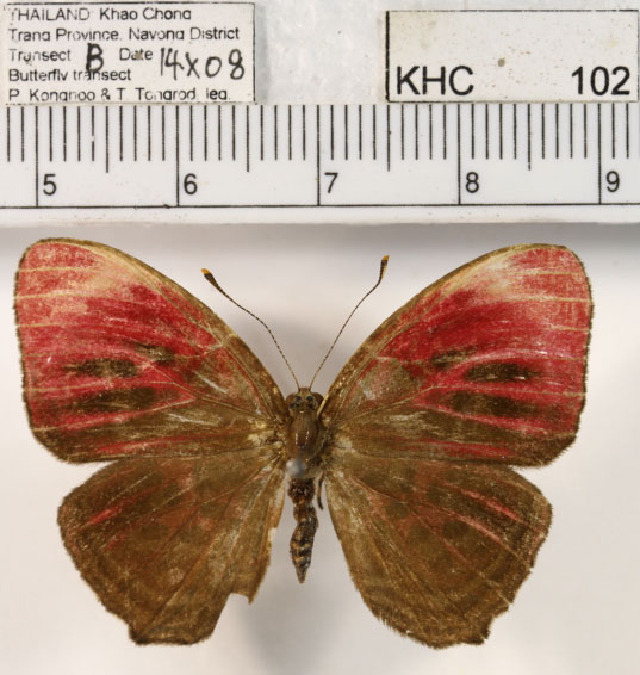
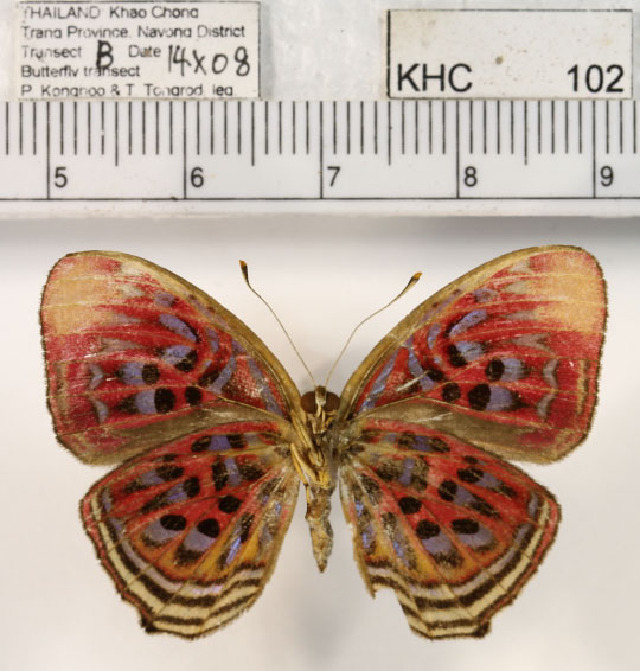